# Osobista Nagroda Ivara Lo-Johanssona
Osobista Nagroda Ivara Lo-Johanssona (szw. Ivar Lo-Johanssons personliga pris) – szwedzka nagroda literacka przyznawana od 1991 roku przez fundusz ustanowiony w testamencie szwedzkiego pisarza Ivara Lo-Johanssona. Wartość nagrody w 2012 roku wynosiła 330 000 koron szwedzkich. Nagroda przyznawana jest pisarzom szwedzkim przez Fundację Ivara Lo-Johanssona w skład której wchodzą członkowie Związku Pisarzy Szwedzkich, ABF i Akademii Szwedzkiej. Nagroda przyznawana jest rokrocznie 23 lutego w dniu urodzin pisarza  i jest skoordynowana z ruchem związku Nagrody Ivara-Lo (szw. Ivar-Lo priset).

## Laureaci
- 1991 Fred Eriksson(inne języki), Bo Masser(inne języki)
- 1992 Lars Ahlin
- 1993 Lars Furuland(inne języki)
- 1994 Aino Trosell(inne języki)
- 1995 Per Olov Enquist
- 1996 Philippe Bouquet(inne języki), Stig-Lennart Godin(inne języki)
- 1997 Inger Edelfeldt
- 1998 Kjell Johansson(inne języki)
- 1999 Ola Holmgren(inne języki)
- 2000 Birgitta Trotzig
- 2001 Sara Lidman
- 2002 Jan Myrdal
- 2003 Ove Allansson(inne języki)
- 2004 Kerstin Thorvall(inne języki)
- 2005 Anders Öhman(inne języki), Magnus Nilsson(inne języki)
- 2006 Göran Palm(inne języki), Bodil Malmsten
- 2007 Gunnar Balgård(inne języki)
- 2008 Åsa Linderborg
- 2009 Lars Andersson(inne języki)
- 2010 Kristian Lundberg(inne języki)
- 2011 Margareta Wersäll(inne języki)
- 2012 Kerstin Ekman
- 2013 Johannes Anyuru(inne języki)
- 2014 Ebba Witt-Brattström